# Поґобе-Тильне
Поґобе-Тильне (пол. Pogobie Tylne, нім. Hinter Pogobien) — село в Польщі, у гміні Піш Піського повіту Вармінсько-Мазурського воєводства.
Населення — 65 осіб (2011).
У 1975-1998 роках село належало до Сувальського воєводства.

## Демографія
Демографічна структура станом на 31 березня 2011 року:
|          | Загалом | Допрацездатний вік | Працездатний вік | Постпрацездатний вік |
| -------- | ------- | ------------------ | ---------------- | -------------------- |
| Чоловіки | 38      | 4                  | 31               | 3                    |
| Жінки    | 27      | 10                 | 13               | 4                    |
| Разом    | 65      | 14                 | 44               | 7                    |